# Dorsale de Lomonossov

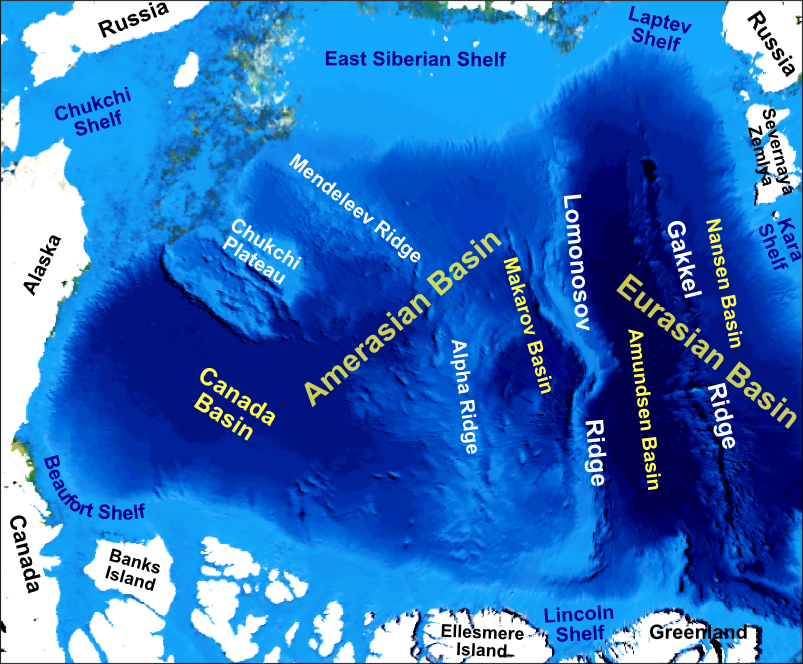
Géographie de l'océan Arctique.

La dorsale de Lomonossov (en russe : Хребет Ломоносова, Khrebet Lomonosova) est une dorsale océanique de l'océan Arctique. Elle s'étend sur 1 800 km depuis les îles de Nouvelle-Sibérie (mer des Laptev) jusqu'au large du Groenland,, et de  l'île Ellesmere, reliant ainsi la marge continentale sibérienne et la canadienne.

## Géographie
La dorsale de Lomonossov est découverte par Yakov Gakkel. Il a été le premier à créer une carte bathymétrique du bassin de l'Arctique. En 1948-1949, il fait des observations en 200 points différents de la banquise Arctique. Il identifie alors par ses sondages, une crête montagneuse rectiligne qui s'étend de la Nouvelle-Sibérie à l'île Ellesmere et dont les sommets ne sont pas à plus de 1 000 mètre de la surface. Ivan Papanine qui avait soupçonné l'existence de cette chaîne lui attribue le nom de Lomonosov en l'honneur de Mikhaïl Lomonossov.
La largeur de la dorsale de Lomonossov varie entre 60  et   200 km. Elle s'élève entre 3 300  et   3 700 m au-dessus du fond océanique. La profondeur minimum de l'océan au-dessus de la dorsale est de 934 m. Les talus de la dorsale sont relativement abrupts, séparés par un canyon, et couverts par des couches de limon.

## Statut géologique

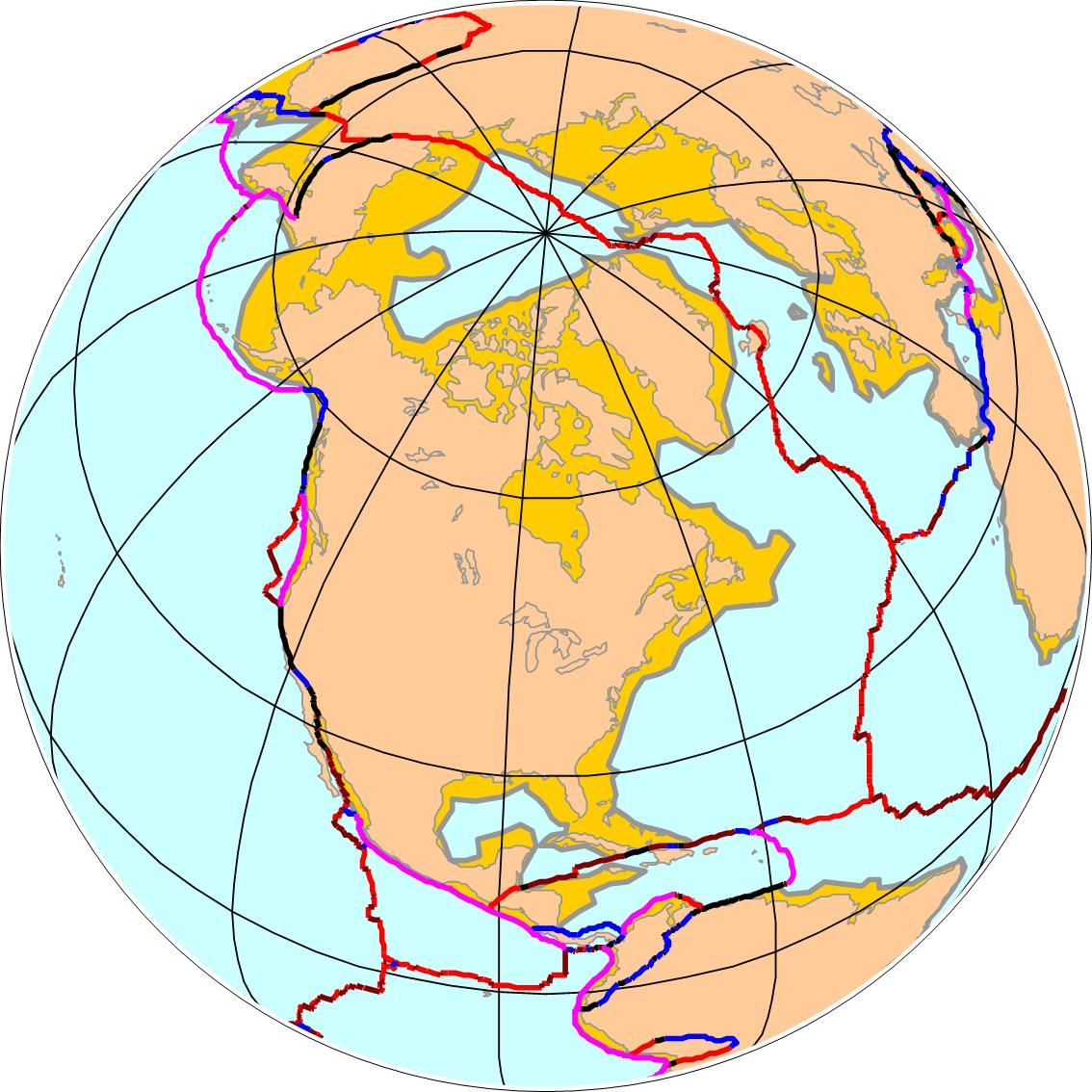
Plaque nord-américaine et dorsale de Gakkel.

La dorsale de Lomonossov se distingue de la dorsale océanique active dans l'océan Arctique, qui est la dorsale de Gakkel prolongeant la dorsale médio-atlantique. Elle se situe entièrement sur la plaque nord-américaine, laquelle comprend le Groenland mais aussi la Sibérie orientale.
L'histoire géologique du bassin arctique et la formation de ses éléments géographiques sont mal connues et sujettes à débats ; les hypothèses avancées étant peu facilement vérifiables compte tenu des difficultés d'accéder à ces zones.
La nature géologique de cette dorsale est en voie d'exploration. Il ne s'agit en tout cas pas d'une dorsale océanique active, et serait plus probablement un arc insulaire fossile submergé, c'est-à-dire le reste d'une ancienne fosse de subduction. Ce serait donc une « chaîne de montagne » plutôt qu'une « chaîne médio-océanique ».

## Statut juridique

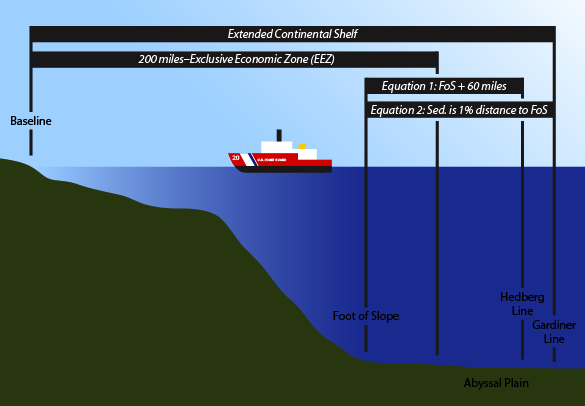
Limite juridique de la marge continentale.

Pour la convention des Nations unies sur le droit de la mer, la marge continentale reflète pour l'essentiel la croûte terrestre submergée, à l'exclusion de la croûte océanique :
« La marge continentale est le prolongement immergé de la masse terrestre de l’État côtier, elle est constituée par les fonds marins correspondant au plateau, au talus et au glacis ainsi que leur sous-sol. Elle ne comprend ni les grands fonds des océans, avec leurs dorsales océaniques, ni leur sous-sol.  » (art. 76-3)
La limite de cette marge est définie conventionnellement « en reliant par des droites d'une longueur n'excédant pas 60 milles marins des points fixes » (art. 76-7).
Si un État peut prouver qu'une formation sous-marine appartient à son plateau continental, il doit localiser le pied du talus continental, qui coïncide avec la rupture de pente la plus marquée à la base du talus continental (art. 76-4-b), et forme la limite physique entre le prolongement naturel de la croûte continentale et la plaine abyssale du bassin océanique. Cette limite naturelle étant trouvée, les points fixes peuvent être choisis :
- soit à une distance d'au plus 60 milles marins par rapport au pied de la pente (art. 76-4-a-ii) ;
- soit de manière que « l'épaisseur des roches sédimentaires est égale au centième au moins de la distance entre le point considéré et le pied du talus continental » (art. 76-4-a-i), ce qui permet de rattacher une croûte continentale insulaire submergée et séparée de la croûte principal par un saut n'excédant pas 60 milles marins (111,11 km), à condition d'y trouver une épaisseur sédimentaire suffisante (1,11 km dans l'hypothèse précédente).

De plus, ces points doivent se situer soit à moins de 350 milles de la ligne de base des eaux territoriales, soit à moins de 100 mille de l'isobathe 2 500 m (art. 76-5).[réf. nécessaire]
La dorsale de Lomonossov est recouverte de sédiments, ce qui la rend susceptible d'être juridiquement considérée comme une « marge continentale » dépendant des masses continentales proches.

## Enjeux géopolitiques

Limite des ZEE dans l'océan Arctique et ses alentours.

Dans les années 2000, la dorsale de Lomonossov est au cœur des disputes relatives aux revendications territoriales en Arctique. La structure géologique de la ride médio-océanique attire l'attention internationale à la suite de la requête officielle de la fédération de Russie du 20 décembre 2001, auprès de la commission des Nations unies, à propos de la limite du plateau continental en accord avec la Convention des Nations unies sur le droit de la mer (article 76, paragraphe 8). 

### Revendications russes
Le document de revendication russe du 20 décembre 2001 (cf. supra) propose d'établir une nouvelle limite périphérique pour le plateau continental russe, en dehors de la zone des 200 milles nautiques (environ 360 km), mais à travers le secteur arctique russe. Le territoire réclamé par la Russie dans la requête est une vaste portion de l'Arctique, comprenant le pôle Nord. Un des arguments dans cette requête est l'affirmation selon laquelle les dorsales médio-océaniques de Lomonossov et de Mendeleïev seraient des extensions du continent eurasiatique. En 2002, la commission n'exprima ni son rejet ni son accord à la proposition russe, recommandant des recherches complémentaires.
Les scientifiques danois espèrent au contraire prouver que la dorsale est une extension du Groenland (cf. infra), ce qui ferait du Danemark un nouveau prétendant territorial dans cette zone. Le Canada affirme quant à lui que la dorsale est une extension de son plateau continental (cf. infra). 
En avril 2007, des scientifiques canadiens et russes ont été envoyés pour cartographier la ride médio-océanique pour déterminer la souveraineté dans la région. À la fin juin 2007, des scientifiques russes ont affirmé unilatéralement que la dorsale est une extension du territoire russe.
Fin juillet 2007, l'expédition russe Arktika 2007 envoie le brise-glace nucléaire Rossia, le navire de recherche Akademik Fédorov et deux mini-sous-marins, Mir 1 et Mir 2, pour explorer la région. Les scientifiques russes plongent à plus de 4 200 mètres sous la surface et déposent le 2 août 2007 une capsule de titane contenant le drapeau russe en symbole de leur revendication sur la région.

### Revendications canadienne et danoise
Cette démonstration de force russe avait alors agacé le gouvernement canadien de Stephen Harper, le Canada ne pouvant prétendre à de telles démonstrations en l'absence de port en eau profonde sur sa façade arctique. Le vendredi 8 août 2008, le ministre canadien des Ressources naturelles Gary Lunn indique que des données scientifiques recueillies conjointement avec le Danemark, «démontrent que la dorsale de Lomonossov se rattache aux plaques continentales d'Amérique du Nord et du Groenland».
Pour mieux se prémunir des prétentions russes, le Canada lance en 2013 une nouvelle campagne de cartographie et commande des études scientifiques supplémentaires, visant à déterminer de quel plateau continental dépend la dorsale de Lomonossov. Il espère ainsi rattacher à sa souveraineté le Pôle Nord.
En 2014, le Danemark a déposé une réclamation auprès de la Commission des Nations unies pour une zone de 895 000 kilomètres carrés (346 000 milles carrés) autour de la crête de Lomonosov, en utilisant les paragraphes 4, 5 et 6 de l'article 76. [19] [20] Le lien entre le Groenland et Lomonosov est indiqué comme traversant le plateau de Lincoln (400 mètres ou 1 300 pieds sous la mer de Lincoln, entre la mer de Wandel à l'est et le cap Columbia, Canada, à l'ouest), qui a été poussé vers le haut lorsque le Groenland s'est déplacé vers le nord à la fin du Paléozoïque[réf. nécessaire]. 
Certaines roches de la crête sont similaires à celles trouvées à Ellesmere, au Groenland, en Scandinavie et au Royaume-Uni[réf. nécessaire]. La connectivité entre la terre et la crête peut être définie à partir du pied du talus[réf. nécessaire]. À partir du pied de la crête, les réclamations sont établies jusqu'à 60 milles marins (110 km ; 69 mi) (formule de Hedberg), ou 100 milles marins (190 km; 120 mi) où la couche sédimentaire est supérieure à 1 mille marin (1,9 km ; 1,2 mi) de profondeur (formule Gardiner, 1% de la distance).